# 和漢診療学
和漢診療学（わかんしんりょうがく、Wakan-shinryogaku、Japanese oriental medicine）は、「和漢の医方に現代西洋医学の視点を組み合わせた診療」、という定義を具現化した学問体系であり、東洋医学の知恵のみならず西洋医学の知識を併用している点において、俗に言われる“漢方”とは一線を画している。
漢方製剤と西洋医薬品が共に医療保険制度の中で臨床応用できるのは日本のみであり、両者を有機的に活用する視点に立つ学問である。西洋医学も実践できなければいけないという点で、現在のところ和漢診療を実践できる者は医師のみに限られている。

## 成立までの流れ

### 近世
蘭学の勃興と共に、蘭方医が活躍する時代が到来し、多くの蘭方医は漢方を学んだ後に蘭方を学んでいたので、日常診療においては漢方と蘭方は適宜併用されていた。
華岡青洲（1760-1835）は、伝統医学に独自の工夫を加えた経口麻酔薬による全身麻酔と西洋から渡来した外科技術を併用して、乳癌の摘出に世界で初めて成功している。

### 近代
明治維新政府の成立と共に、日本はドイツ（当時はプロシャ）医学を模範とすることになり、漢方を学んだ者には医師の資格を与えないこととなった。そのため、漢方は公的な医学教育の場から完全に排除された。
この困難な状況にあって、和田啓十郎（1872-1916）は、漢方の臨床的有用性を論じ、これを破棄することの誤りを主張した。その弟子である湯本求真（1876-1941）は、「東西医学の融合統一」を謳っている。これらの著作は絶滅の危機に瀕していた漢方の優れた点を主張したものであったが、漢方と西洋医学の併用によって治療を行うことで、優れた臨床効果が得られたという事例を具体的に記したものではなかった。
戦中・戦後に日本漢方復興のために尽力した人々としては、細野史郎（1899-1989）、大塚敬節（1900-1980）、矢数道明（1905-2002）、龍野一雄（1905-1976）、藤平健（1914-1997）、小倉重成（1916-1988）、坂口弘 (医師)（1921-2003）らが居るが、いずれも漢方の有用性と普遍的な臨床応用を示す立場からの活動であり、学問体系としての漢方と西洋医学の密接な関係性には明確に言及できずに終わってしまっていた。

### 現代
個々の医師により東洋医学と西洋医学の併用は行われているのみで体系化されていなかった中、寺澤捷年（1944-）は、東洋医学と西洋医学の融合を学問の体系として初めて確立させ、和漢診療学という名称を最初に用いた。1979年に富山医科薬科大学（現富山大学）付属病院に招かれ、和漢診療部を創設。現代医療における漢方医学の重要性を説き、文部科学省にはたらきかけ1993年には同大学医学部に和漢診療学講座を設置した。更に2005年には千葉大学大学院医学研究院に和漢診療学講座を設置し、学問の場を広げた。教授退官後の現在は、彼の弟子である地野充時（1970-）らと共に千葉中央メディカルセンター和漢診療科にて実践し、大学病院を越えて市中病院にも学問の場を広げた。

## 学問内容
1.	漢方の病態を西洋医学的手法によって科学的に解明し、この研究成果を基に漢方の臨床を展開する。瘀血病態の解明などがその一例である。

2.	漢方の診断学を普遍的な知の体系にするための各種の診断基準を作製する。

3.	方剤の薬理効果を解明し、漢方に学問的根拠を与えると共に、広く医療の場で容易に方剤を利用する道を拓く。

4.	方剤の臨床的有用性を二重盲検臨床比較試験などで明らかにする。

5.	各種の難治性疾患に対して漢方と西洋医学の併用によって、各々単独では得られない新たな治療法を開拓する。